# Loogootee
Loogootee és una població dels Estats Units a l'estat d'Indiana. Segons el cens del 2000 tenia 2.741 habitants.

## Demografia
Segons el cens del 2000, Loogootee tenia 2.741 habitants, 1.226 habitatges, i 712 famílies. La densitat de població era de 674,1 habitants/km².
Dels 1.226 habitatges en un 27,3% hi vivien nens de menys de 18 anys, en un 43,4% hi vivien parelles casades, en un 10,8% dones solteres, i en un 41,9% no eren unitats familiars. En el 36,9% dels habitatges hi vivien persones soles el 17,1% de les quals corresponia a persones de 65 anys o més que vivien soles. El nombre mitjà de persones vivint en cada habitatge era de 2,19 i el nombre mitjà de persones que vivien en cada família era de 2,87.
Per edats la població es repartia de la següent manera: un 22,7% tenia menys de 18 anys, un 7,5% entre 18 i 24, un 26,6% entre 25 i 44, un 24,5% de 45 a 60 i un 18,7% 65 anys o més.
L'edat mediana era de 41 anys. Per cada 100 dones de 18 o més anys hi havia 87,8 homes.
La renda mediana per habitatge era de 30.492$ i la renda mediana per família de 37.625$. Els homes tenien una renda mediana de 30.660$ mentre que les dones 21.490$. La renda per capita de la població era de 17.321$. Entorn del 13,1% de les famílies i el 16,4% de la població estaven per davall del llindar de pobresa.

## Poblacions més properes
El següent diagrama mostra les poblacions més properes.